# 一之瀨帆波
一之瀨帆波（日语：／）是由衣笠彰梧創作的輕小說作品《歡迎來到實力至上主義的教室》的女主角之一。她是故事中高度育成高中1年B班的女學生。在2年級篇時晉級。

## 作中設定

### 經歷
帆波就讀於名校高度育成高中，由於國中時長期缺席，因此被安排到了B班。因在戀愛諮詢中得到綾小路清隆的幫助，與D班建立合作關係。在追蹤佐倉愛里的事件中，帆波與清隆一起解決了問題。在船上特別考試中，帆波雖然受到A班的陰謀困擾，但她巧妙地運用機智，成功地將他們設計的陷阱扭轉為對方的敗策。當帆波被A班的學生指控為罪犯時，在綾小路的建議及支持下，向同學坦白了過去的罪行，聽到後他們仍然決定跟隨帆波，而她也原諒的自己過去的錯誤行為。帆波在受到A班的策略和1年級期末考試的重大失敗所困擾時，得到清隆鼓勵後與他的距離拉近，在二年級無人島考試中向清隆告白，但在考試後得知綾小路正在與輕井澤惠交往，感到震驚。雖然帆波一度放棄了對清隆的愛，但她決定繼續前進，並在2年級第3學期的特別考試中採取了不擇手段。

### 形象
帆波擔任B班的領導者。外表端麗身材出色，性格開朗且善於社交，不僅在班上，而且在整個年級都有廣泛的人際關係。她擁有能夠與A班的坂柳和葛城匹敵的高超能力，並且受到導師極高的信任。
帆波擁有比其他學生更多的私人點數，但這些點數的獲得來源並非不正當。關於這一點，坂柳推測她可能扮演著負責管理B班全體人員個人點數的「金庫」角色。
帆波在國中時因為涉嫌偷竊而引起了一場大騷動，由於內疚感而自我封閉了半年。帆波本人推測，她被分配到B班的原因是因為這段經歷，並且在這件事後，她也開始展現出過度關心他人的善良行為，試圖從這個事件中振作起來。

## 人物設定
一之瀨帆波的髮型是負責插畫的知世俊作擅長描繪的類型，他表示一之瀨帆波的形象就像是《曉之護衛》中的倉屋敷妙長大後的樣子。由於帆波性格善良，所以外表看起來較為明亮。

## 發展

### 網路動畫
2016年1月18日根據原作插圖以Live2D技術製作的動態特別影片在YouTube上公開，堀北鈴音和一之瀨帆波在這部影片中以原作插圖的形象動了起來。

### 電視動畫
《歡迎來到實力至上主義的教室》電視動畫於2017年7月開始播出，在這部動畫中，東山奈央擔任一之瀨帆波的聲優。東山在試音時得到的角色並非一之瀨而是其他角色，但最終被選定為一之瀨的聲優。
東山表示在接觸《歡迎來到實力至上主義的教室》這部作品的過程中，對角色們產生了不信任感，特別是在得知一之瀨擁有大量點數的情況下，她曾懷疑一之瀨背後是否有不可告人的事情。後來她聽到原作粉絲們對一之瀨的正面評價，以及在某些店舖舉辦的人氣投票中，一之瀨都名列前茅，讓她意識到一之瀨不僅在作品內外受到喜愛，也讓她希望能夠把一之瀨飾演成一位充滿魅力的角色。
東山提到一之瀨也有相當做作的一面，會說出像是這樣的話。但其實是帶著一種輕鬆的語調，而非刻意為之。她的這種行為是為了營造氣氛，如果弄錯這點，可能就會誕生第二個櫛田。
東山在錄音時提到，由於她所飾演的一之瀨和櫛田從旁人來看都是性格很好的角色，所以她在如何與櫛田區分開來的方面感到困惑。
原作小說中，利用假相機來威脅C班學生的是綾小路清隆和一之瀨帆波，但在電視動畫中改為綾小路清隆和堀北鈴音。

### 商品化
2018年1月發售了正在換裝的「一之瀨帆波1/7比例手辦」。

## 評價

### 評論
《這本輕小說真厲害！2020》中提到「一之瀨原本是配角，但在故事中成為主要角色，並且獲得了讀者的大力支持」。
編輯及作家飯田一史表示，教育的兩大原則是「卓越性的追求」和「公正的追求」，而一之瀨考慮到整個班級的利益而採取行動的態度是「公正的追求」。

### 「這本輕小說真厲害！」的評價
在「這本輕小說真厲害！」的女性角色部門中，於2019年連續3年進入了前10名。
| 年份 | 獎項                   | 部門         | 名次   |
| ---- | ---------------------- | ------------ | ------ |
| 2019 | 這本輕小說真厲害！2020 | 女性角色部門 | 第7名  |
| 2020 | 這本輕小說真厲害！2021 | 女性角色部門 | 第6名  |
| 2021 | 這本輕小說真厲害！2022 | 女性角色部門 | 第10名 |
| 2022 | 這本輕小說真厲害！2023 | 女性角色部門 | 第15名 |
| 2023 | 這本輕小說真厲害！2024 | 女性角色部門 | 第13名 |

### 人氣投票／讀者問卷
2017年7月舉辦了投票企劃「高度育成高中換座位時間！你想坐在誰旁邊？」，經過三輪投票後，「堀北鈴音、一之瀨帆波、坂柳有栖、輕井澤惠」四人進行了決選投票。最終，該企劃的投票總數突破了1萬6000票，一之瀨帆波獲得了第一名。為了慶祝她在該企劃中獲得第一名，特別發布了一之瀨帆波的原創短篇小說。
根據小說第11卷和11.5卷末的調查數據，她在「想交往的女友排行榜」中排名第一。

## 腳註

### 來源
1. ↑  このラノ2022 (2021)，第18頁.
2. 1 2  メガミマガジン2017/9 (2017)，第52頁.
3. 1 2  メガミマガジン2022/8 (2022)，第73頁.
4. 1 2  メガミマガジン2024/3 (2024)，第82頁.
5. ↑  アニメージュ2017/9 (2017)，第73頁.
6. 1 2  . GAMERANT. 2022-05-22  [2022-06-22]. （原始内容存档于2022-06-22） （英语）.
7. 1 2  アニメージュ2017/9 (2017)，第72頁.
8. ↑  このラノ2022 (2021)，第38頁.
9. 1 2  小説/1年生編第4巻 (2016)，第13頁.
10. 1 2  アニメージュ2017/9 (2017)，第72-73頁.
11. 1 2 3  . マンガペディア.   [2021-11-05]. （原始内容存档于2022-04-08） （日语）.
12. ↑  小説/1年生編第9巻 (2018)，裏表紙のあらすじ.
13. ↑  小説/1年生編第9巻 (2018)，第419-433（項数は電子書籍版）頁.
14. ↑  小説/1年生編第9巻 (2018)，第204-217頁.
15. ↑  小説/1年生編第11.5巻 (2019).
16. ↑  小説/2年生編第4巻 (2021).
17. ↑  小説/2年生編第4.5巻 (2021).
18. ↑  小説/2年生編第9巻 (2023).
19. ↑  小説/2年生編第10巻 (2023).
20. 1 2  . あにぶ. 2019-08-06  [2021-11-21]. （原始内容存档于2022-04-08） （日语）.
21. ↑  小説/1年生編第6巻 (2017)，第276頁.
22. ↑  小説/1年生編第9巻 (2018)，第203-204頁.
23. ↑  小説/1年生編第9巻 (2018)，第206-211頁.
24. 1 2  トモセシュンサク Art Works第1弾 (2017)，第103頁.
25. ↑  . ラノベニュースオンライン. 2016-01-18  [2021-07-12]. （原始内容存档于2022-05-02） （日语）.
26. ↑  . animate Times.   [2021-12-21]. （原始内容存档于2022-05-05） （日语）.
27. ↑  . MANTANWEB (MANTAN). 2022-03-06  [2022-03-06]. （原始内容存档于2022-04-13） （日语）.
28. 1 2 3 4 5  . animate Times. 2017-08-30  [2021-09-27]. （原始内容存档于2022-02-22） （日语）.
29. ↑  . アニメニュースネットワーク. 2022-06-22  [2022-08-18]. （原始内容存档于2022-08-09） （英语）.
30. ↑  . ラノベニュースオンライン. 2018-08-27  [2021-11-11]. （原始内容存档于2021-11-11） （日语）.
31. ↑  このラノ2020 (2019)，第79頁.
32. ↑  月刊ニュータイプ2022/9 (2022)，第23頁.
33. ↑  このラノ2020 (2019)，第88頁.
34. ↑  このラノ2021 (2020)，第86頁.
35. ↑  このラノ2022 (2021)，第87頁.
36. ↑  このラノ2023 (2022)，第92頁.
37. ↑  このラノ2024 (2023)，第89頁.
38. 1 2 3  . ラノベニュースオンライン. 2018-02-18  [2021-07-08]. （原始内容存档于2022-04-08） （日语）.
39. ↑  トモセシュンサク Art Works第2弾 (2020)，第102頁.

### 小說
- 衣笠彰梧（著） / トモセシュンサク（イラスト）. . MF文庫J 第4巻. KADOKAWA. 2016-05-31. ISBN 978-4-04-068338-6.
- 衣笠彰梧（著） / トモセシュンサク（イラスト）. . MF文庫J 第6巻. KADOKAWA. 2017-05-25. ISBN 978-4-04-069231-9.
- 衣笠彰梧（著） / トモセシュンサク（イラスト）. . MF文庫J 第9巻. KADOKAWA. 2018-09-25. ISBN 978-4-04-065157-6.
- 衣笠彰梧（著） / トモセシュンサク（イラスト）. . MF文庫J 第11.5巻. KADOKAWA. 2019-09-25. ISBN 978-4-04-064007-5.
- 衣笠彰梧（著） / トモセシュンサク（イラスト）. . MF文庫J 第4巻. KADOKAWA. 2021-02-25. ISBN 978-4-04-680166-1.
- 衣笠彰梧（著） / トモセシュンサク（イラスト）. . MF文庫J 第4.5巻. KADOKAWA. 2021-06-25. ISBN 978-4-04-680516-4.
- 衣笠彰梧（著） / トモセシュンサク（イラスト）. . MF文庫J 第9巻. KADOKAWA. 2023-02-25. ISBN 978-4-04-682213-0.
- 衣笠彰梧（著） / トモセシュンサク（イラスト）. . MF文庫J 第10巻. KADOKAWA. 2023-10-25. ISBN 978-4-04-682985-6.

### 相關書籍
- 衣笠彰梧. . KADOKAWA. 2017-09-23. ISBN 978-4-04-069291-3.
- 衣笠彰梧. . KADOKAWA. 2020-01-25. ISBN 978-4-04-064252-9.

### 雜誌
- . 學研PLUS. 2017-07-29: 52. ASIN B071FMWJ94.
- . 徳間書店. 2017-09-10: 72–73. ASIN B073LYTXT5.
- . 學研PLUS. 2022-06-30: 73. ASIN B0B45LGNQ3.
- . KADOKAWA. 2022-08-10: 12–27. ASIN B0B6PYNB7F.
- . Gakken. 2024-01-30: 82. ASIN B0CSQG73B5.

### 導覽書
- 『這本輕小說真厲害！』編輯部. . 寶島社. 2019-12-09. ISBN 978-4-8002-9978-9.
- 『這本輕小說真厲害！』編輯部. . 寶島社. 2020-12-08. ISBN 978-4-299-01056-8.
- 『這本輕小說真厲害！』編輯部. . 寶島社. 2021-12-09. ISBN 978-4-299-02264-6.
- 『這本輕小說真厲害！』編輯部. . 寶島社. 2022-12-10. ISBN 978-4-299-03647-6.
- 『這本輕小說真厲害！』編輯部. . 寶島社. 2023-12-09. ISBN 978-4-299-04899-8.

## 外部連結
- MF文庫J《歡迎來到實力至上主義的教室》官方網站 CHARACTER（日語）
  - MF文庫J《歡迎來到實力至上主義的教室》2年級篇官方網站 CHARACTER 一之瀨帆波（日語）
- 電視動畫《歡迎來到實力至上主義的教室》官方網站 CHARACTER（日語）